# Here on Earth (Film)
Here on Earth ist ein US-amerikanisches Filmdrama von Mark Piznarski aus dem Jahr 2000.

## Handlung
Die Kellnerin Samantha Cavanaugh hat eine lange Zeit eine Beziehung mit Jasper Arnold. Arnold und der einer reichen Familie entstammende Kelley Morse organisieren ein Autorennen, an dessen Ende eines der Autos die Tankstelle der Eltern von Samantha rammt, worauf die Tankstelle in Brand gerät. Die jungen Männer werden verurteilt, beim Wiederaufbau zu helfen. Kelleys Vater, ein Unternehmer, bringt seinen Sohn in den Ort und begibt sich auf eine mehrwöchige Geschäftsreise.
Kelley wohnt bei der Familie von Jasper. Er lernt Samantha Cavanaugh, die über ein Studium nachdenkt, näher kennen. Sie verliebt sich in ihn und begleitet ihn während eines Wochenendes zum Ausflug in sein Familienhaus in Boston. Dort erzählt er ihr über seine depressive Mutter, durch 
Suizid starb. Samantha und Kelley schlafen miteinander. Am nächsten Tag trifft Kelley die neue Freundin seines Vaters. Sein Vater ermahnt ihn, er solle nicht wegen der Beziehung seine Ziele aus den Augen verlieren.
Es stellt sich heraus, dass Samantha krebskrank ist. Arnold sagt Kelley, dass er die Beziehung, die für ihn schmerzhaft sei, akzeptiere, weil sie Samantha glücklich mache. Kelley verlässt die Stadt, kehrt jedoch später zurück. Der Film endet mit der feierlichen Bestattung Samanthas, während Kelley eine Rede hält.

## Kritiken
Roger Ebert schrieb in der Chicago Sun-Times vom 24. März 2000, dass der Film in die Sentimentalität rutsche. Die Charaktere seien ungewohnt verständnisvoll und bereit zu verzeihen. Ebert lobte die Darstellung von Leelee Sobieski.

## Auszeichnungen
Josh Hartnett und Leelee Sobieski wurden 2000 für den Teen Choice Award nominiert.

## Hintergrund
Der Film wurde in Minnesota und in Boston gedreht. Seine Produktionskosten betrugen schätzungsweise 15 Millionen US-Dollar; er spielte in den US-Kinos 10,5 Millionen US-Dollar ein.